# 블레이던 (영국 의회 선거구)
블레이던 (Blaydon)은 잉글랜드 북부 타인 위어주에 위치한 영국 의회의 옛 선거구였다. 2017년부터 2024년 폐지 시까지 노동당의 리즈 트위스트가 지역구 의원을 맡았다.
2023년 웨스트민스터 선거구 정기심의 결과 선거구 폐지 대상으로 지정되었으며, 관할지역 가운데 대부분은 신설 지역구인 블레이던 콘세트로, 나머지 지역들은 게이츠헤드센트럴 위컴과 워싱턴 게이츠헤드사우스로 흡수되었다.

## 지역 정보
게이츠헤드의 서쪽 고지대 끝자락에 위치한 지역구로 그린벨트로 분리되어 있다. 옛날 빅토리아 시대부터 개발된 탄광이 지역경제를 이끌어 왔으며, 20세기 후반 들어 탄광산업이 몰락한 뒤로는 공업과 타인사이드시 일대의 서비스업, 농업이 대신하고 있다.
1945년 영국 총선 이래 노동당의 텃밭 지역구였으며, 노동당 의원만 당선되었다.

## 구획
- 1918–1950년: 블레이던, 라이턴, 턴필드, 위컴구
- 1950–1983년: 블레이던, 라이턴, 위컴구
- 1983–2010년: 게이츠헤드 자치구 버틀리, 블레이던, 초프웰 롤랜즈길, 크로크루크 그린사이드, 램즐리, 라이턴, 위컴노스, 위컴사우스, 윈레이턴
- 2010년~: 게이츠헤드 자치구 버틀리, 블레이던, 초프웰 롤랜즈길, 크로크루크 그린사이드,던스턴힐, 위컴이스트, 램즐리, 라이턴, 크루크힐 스텔라, 위컴노스, 위컴사우스 서니사이드, 윈레이턴 하이스펜

블레이던 지역구는 블레이던, 위컴, 라이턴, 버틀리를 중심으로 게이츠헤드 도시 자치구의 남부와 서부 지역을 관할한다. 2018년 선거구 개편 정기심의에서 일부 개편안이 권고되었으며, 유권자수를 66,409명에서 76,791명으로 확대하는 방안이 제시되어 있다.

## 역대 국회의원
| 선거 | 선거   | 의원            | 정당        | 비고 |
| ---- | ------ | --------------- | ----------- | ---- |
|      | 1918년 | 월터 워링       | 연합자유당  |      |
|      | 1922년 | 윌리엄 와이틀리 | 노동당      |      |
|      | 1931년 | 토머스 마틴     | 보수당      |      |
|      | 1935년 | 윌리엄 와이틀리 | 노동당      |      |
|      | 1956년 | 로버트 우프     | 노동당      |      |
|      | 1979년 | 존 맥윌리엄     | 노동당      |      |
|      | 2005년 | 데이비드 앤더슨 | 노동당      |      |
|      | 2017년 | 리즈 트위스트   | 노동당      |      |
|      | 2024년 | 선거구 폐지     | 선거구 폐지 |      |

## 선거

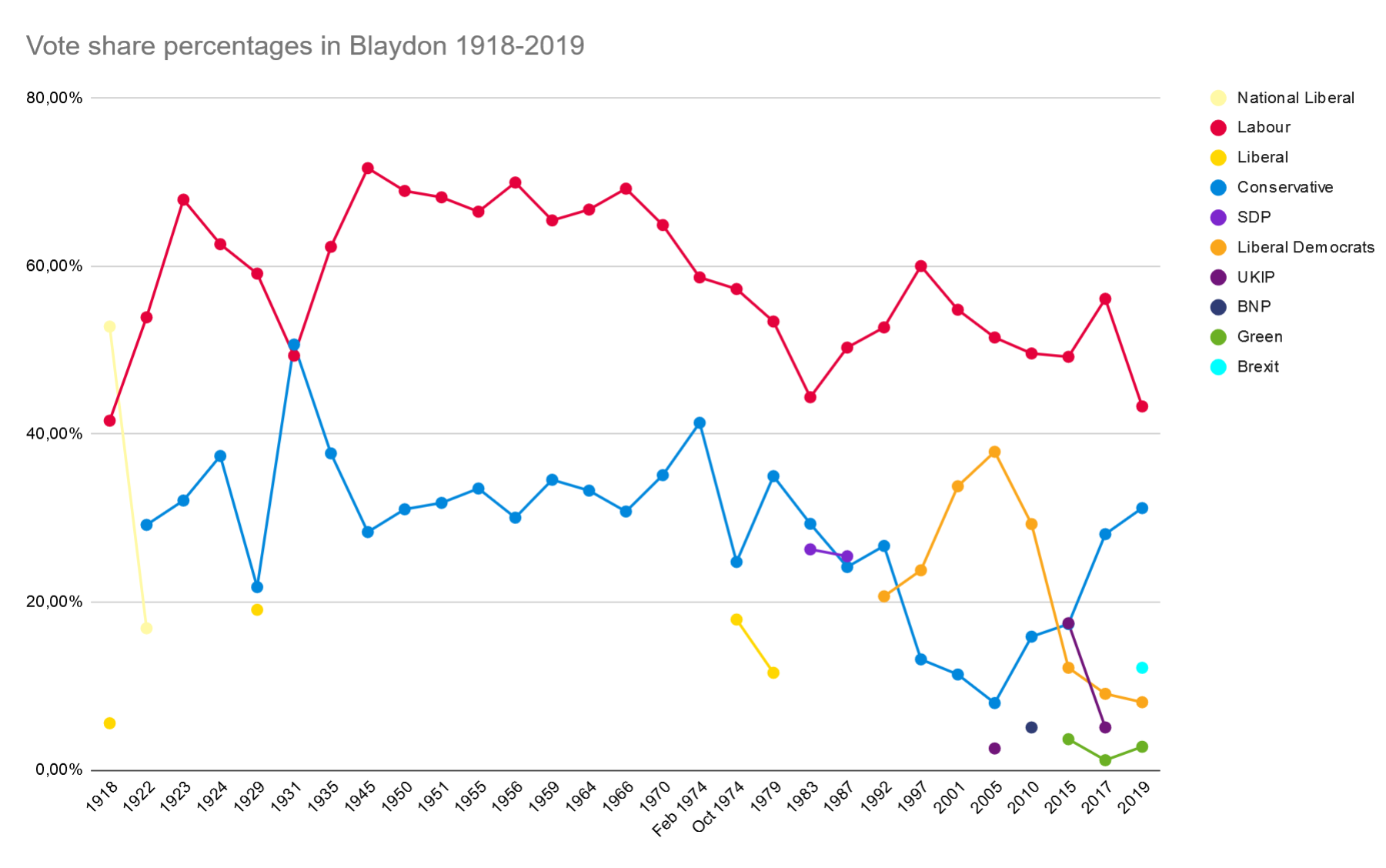
역대 선거 결과

### 1910년대
|  | 52.8% |

|  | 41.6% |

|  | 5.6% |

### 1920년대
|  | 53.9% |

|  | 29.2% |

|  | 16.9% |

|  | 67.9% |

|  | 32.1% |

|  | 62.6% |

|  | 37.4% |

|  | 59.1% |

|  | 21.8% |

|  | 19.1% |

### 1930년대
|  | 50.66% |

|  | 49.34% |

|  | 62.29% |

|  | 37.71% |

### 1940년대
|  | 71.65% |

|  | 28.35% |

### 1950년대
|  | 68.94% |

|  | 31.06% |

|  | 68.18% |

|  | 31.82% |

|  | 66.47% |

|  | 33.53% |

|  | 69.94% |

|  | 30.06% |

|  | 65.43% |

|  | 34.57% |

### 1960년대
|  | 66.72% |

|  | 33.28% |

|  | 69.21% |

|  | 30.79% |

### 1970년대
|  | 64.88% |

|  | 35.12% |

|  | 58.65% |

|  | 41.35% |

|  | 57.27% |

|  | 24.79% |

|  | 17.94% |

|  | 53.40% |

|  | 35.00% |

|  | 11.60% |

### 1980년대
|  | 44.4% |

|  | 29.3% |

|  | 26.3% |

|  | 50.3% |

|  | 25.5% |

|  | 24.2% |

### 1990년대
|  | 52.7% |

|  | 26.7% |

|  | 20.7% |

|  | 60.0% |

|  | 23.8% |

|  | 13.2% |

|  | 3.1% |

### 2000년대
|  | 54.8% |

|  | 33.8% |

|  | 11.4% |

|  | 51.5% |

|  | 37.9% |

|  | 8.0% |

|  | 2.6% |

### 2010년대
|  | 49.6% |

|  | 29.3% |

|  | 15.9% |

|  | 5.1% |

|  | 49.2% |

|  | 17.5% |

|  | 17.4% |

|  | 12.2% |

|  | 3.7% |

|  | 56.1% |

|  | 28.1% |

|  | 9.1% |

|  | 5.1% |

|  | 1.2% |

|  | 0.2% |

|  | 0.2% |

|  | 43.3% |

|  | 31.2% |

|  | 12.8% |

|  | 8.1% |

|  | 2.8% |

|  | 1.3% |

|  | 0.3% |

|  | 0.2% |

## 같이 보기
- 타인 위어주의 영국 의회 선거구

### 참조주
1. ↑  “Blaydon: Usual Resident Population, 2011”. 《Neighbourhood Statistics》. Office for National Statistics. 2016년 3월 3일에 원본 문서에서 보존된 문서. 2015년 1월 31일에 확인함.
2. ↑  “Electorate Figures – Boundary Commission for England”. 《2011 Electorate Figures》. Boundary Commission for England. 2011년 3월 4일. 2010년 11월 6일에 원본 문서에서 보존된 문서. 2011년 3월 13일에 확인함.
3. ↑  레이그 레이먼트의 연도별 국회의원 목록 (Leigh Rayment's Historical List of MPs) –  'N'로 시작하는 선거구 - part 2
4. ↑  British Parliamentary Election Results 1918-1949, FWS Craig (1983). Chichester: Parliamentary Research Services. ISBN 0-900178-06-X.
5. ↑  British Parliamentary Election Results 1918–49, FWS Craig
6. ↑  “Election Data 1983”. Electoral Calculus. 2011년 10월 15일에 원본 문서에서 보존된 문서. 2015년 10월 18일에 확인함.
7. ↑  “Election Data 1987”. Electoral Calculus. 2011년 10월 15일에 원본 문서에서 보존된 문서. 2015년 10월 18일에 확인함.
8. ↑  “Election Data 1992”. Electoral Calculus. 2011년 10월 15일에 원본 문서에서 보존된 문서. 2015년 10월 18일에 확인함.
9. ↑  “Politics Resources”. 《Election 1992》. Politics Resources. 1992년 4월 9일. 2011년 7월 24일에 원본 문서에서 보존된 문서. 2010년 12월 6일에 확인함.
10. ↑  “Election Data 1997”. Electoral Calculus. 2011년 10월 15일에 원본 문서에서 보존된 문서. 2015년 10월 18일에 확인함.
11. ↑  “Election Data 2001”. Electoral Calculus. 2011년 10월 15일에 원본 문서에서 보존된 문서. 2015년 10월 18일에 확인함.
12. ↑  “Election Data 2005”. Electoral Calculus. 2011년 10월 15일에 원본 문서에서 보존된 문서. 2015년 10월 18일에 확인함.
13. ↑  “Election Data 2010”. Electoral Calculus. 2013년 7월 26일에 원본 문서에서 보존된 문서. 2015년 10월 17일에 확인함.
14. ↑  “Parliamentary Election Thursday, 6 May 2010” (PDF). 《Gateshead Council》. 2010년 4월 20일. 2011년 6월 15일에 원본 문서 (PDF)에서 보존된 문서. 2010년 5월 3일에 확인함.
15. ↑  “Blaydon - Election Results | General Elections Online”. 2015년 6월 8일에 원본 문서에서 보존된 문서.
16. ↑  “Greens name election candidates”. 《The Northern Echo》. 2015년 2월 4일에 원본 문서에서 보존된 문서. 2015년 2월 4일에 확인함.
17. ↑  “Blaydon parliamentary constituency - Election 2017”. 《BBC News》. 2017년 6월 9일. 2017년 5월 20일에 원본 문서에서 보존된 문서. 2017년 6월 9일에 확인함.
18. ↑  “Commons Briefing Paper 7979. General Election 2017: results and analysis” (PDF) Seco판. House of Commons Library. 2019년 1월 29일. 2019년 11월 12일에 원본 문서 (PDF)에서 보존된 문서.
19. ↑  “LPUK Michael Marchetti”. 《www.facebook.com》. 2022년 4월 4일에 원본 문서에서 보존된 문서. 2017년 5월 10일에 확인함.
20. ↑  “UK Parliamentary election” (PDF). 《Gateshead Council》. 2019년 11월 14일. 2021년 4월 15일에 원본 문서 (PDF)에서 보존된 문서. 2019년 11월 15일에 확인함.
21. ↑  “Commons Briefing Paper 8749. General Election 2019: results and analysis” (PDF). London: House of Commons Library. 2020년 1월 28일. 2021년 11월 18일에 원본 문서 (PDF)에서 보존된 문서. 2022년 1월 19일에 확인함.